# ایلینا ریوا
ایلینا ریوا (به انگلیسی: Iliana Raeva) ژیمناست زادهٔ ۱۵ مارس ۱۹۶۳ میلادی اهل کشور بلغارستان است.